# درة دنغ (زاز الغربي)
درة دنغ (بالفارسية: دره دنگ) هي قرية تقع في إيران في قسم زاز الغربي الریفي. يقدر عدد سكانها بـ 176 نسمة بحسب إحصاء 2016.